# Farrodes mexicanus
Farrodes mexicanus is een haft uit de familie Leptophlebiidae. De wetenschappelijke naam van de soort is voor het eerst geldig gepubliceerd in 1999 door Domínguez.